# Michael Turner (Schriftsteller)
Michael Turner (* 1962 in Vancouver, British Columbia) ist ein kanadischer Musiker und Schriftsteller sowie Dichter, der Gedichte, Prosa und Opern-Librettos veröffentlicht.

## Leben
Turners Werk wird oft untersucht als Objekt des versteckten und nur scheinbar Gewöhnlichen; er stellt detailreich Objekte und Konzepte dar, die normalerweise bis zum Ende ausgefeilt sind, wie in Company Town (1991) und Kingsway (1995). Turner variiert meist seinen Stil und ermöglicht dadurch eine vielfältige intertextuelle Annäherung an seine Werke, wie zum Beispiel in American Whiskey Bar (1997) und The Pornographer's Poem (1999).
Turners Werk wurden für den Rundfunk, die Bühne, das Fernsehen und den Film adaptiert sowie ins Französische, Russische und Koreanische übersetzt. Er gewann den Genie Award 1996 in der Kategorie Music/Original Song, den zu den BC Book Prizes gehörenden Ethel Wilson Fiction Prize 2000 und stand 1992 auf der Shortlist des Dorothy Livesay Poetry Prize. 2010 stand 8 × 10 ebenfalls auf der Auswahlliste des Ethel Wilson Fiction Prize.
Michael Turner arbeitete mit dem Videokünstler Stan Douglas bei zwei experimentellen Videofilmen zusammen; Journey Into Fear (Istanbul Biennale, 2001) und Suspiria (Documenta11, 2002) sowie bei einem Spielfilm mit dem Filmemacher Bruce LaBruce, Von Gloeden Project, das auf dem Leben und Werk des Fotografen Wilhelm von Gloeden basierte. Außerdem beauftragte man ihn ein Libretto für die Modern Baroque Opera Company zu verfassen, dessen Stoff auf Wilhelm Buschs Max & Moritz fußte.
In den späten 1980er Jahren war er selbst Mitglied einer Band namens Hard Rock Miners.
1996 führte Bruce McDonald Regie bei einem Film, dessen Handlung auf Hard Core Logo basierte; McDonald leitete ebenfalls die Inszenierung eines Live-Spielfilms der Turners Roman American Whiskey Bar 1998 als Drama, das Citytv produzierte und ausstrahlte. Für 2005 wurde ein Film auf der Basis von The Pornographer's Poem angekündigt.
Turner lebt in seiner Geburtsstadt Vancouver, schreibt Essays und gibt die Advance Editions heraus, eine literarisch-bildlerisch-künstlerische Kunst-Edition heraus, die er zusammen mit Arsenal Pulp Press 1998 gründete. Gegenwärtig arbeitet er an einem weiteren Roman.

## Werk
Gedichte und Romane
- Company Town (Arsenal Pulp, 1991)
- Hard Core Logo (Arsenal Pulp, 1993)
- Kingsway (Arsenal Pulp, 1995)
- American Whiskey Bar (Arsenal Pulp, 1997)
- The Pornographer's Poem (Doubleday Canada, 1999). Deutsch: Das Gedicht des Pornographen. Aus dem Amerikanischen von Jürgen Bürger (Liebeskind, München, 2005)
- 8x10 (Doubleday Canada, 2009)

Beiträge in Anthologien
- Lost Classics (Knopf Canada, 2000)
- Story of a Nation (Doubleday Canada, 2001)
- The Notebooks (AnchorCanada, 2002)
- A Verse Map of Vancouver  (Anvil Press, 2009)